# Чотайская волость
Чотайская во́лость — административно-территориальная единица в составе Евпаторийского уезда Таврической губернии.
Существовала с 1860-х по 1890 годы.

## История
Образована 1860-х годах, после земской реформы Александра II в основном из деревень Кудайгульской и Хоротокиятской волостей. Располагалась на западе Крыма, на территории северо-запада современного Сакского района и Евпаторийского горсовета, выходя на юге к побережью Каламитского залива и на западе к озеру Донузлав.

## Население
Первые данные по населению деревень содержатся в «Списке населённых мест Таврической губернии по сведениям 1864 года», но в нём дано разделение только на полицейские станы. В результате эмиграции крымских татар, особенно массовой после Крымской войны 1853—1856 годов, в Турцию, многие деревни опустели, а затем вновь были заселены: одни крымскими татарами, другие — выходцами из внутренних губерний России'. По «Памятной книге Таврической губернии 1889 года», по результатам Х ревизии 1887 года, население волости составляло 4 117 человек в 52 деревнях. Ко времени составления «…Памятной книжки Таврической губернии на 1892 год» население волости сократилось более чем в три раза — до 1440 человек, как и число поселений до 28.
На момент образования в 1860-х годах в состав волости также входили селения, опустевшие к 1889 году и не включённые в статистические справочники. Как состоящие в волости, они записаны в труде профессора А. Н. Козловского «Сведения о количестве и качестве воды в селениях, деревнях и колониях Таврической губернии…» 1867 года. После Крымской войны 1853—1856 годов деревни были покинуты жителями в 1860—1864 годах п, в результате эмиграции крымских татар в Турцию. К 1967 году некоторые деревни были вновь заселены, но, впоследствии, опять опустели.
- Алты-Пармак-Джайчи заселён к 1900 году, как хутор;
- Камбар — на 1864 год — 2 двора и 13 жителей, затем встречается на карте 1890 года:
- Карт-Бий-Аджи-Байчи — заселён к 1967 году «русскими мещанами»;
- Картбий — заселён к 1900 году;
- Мурзачик — заселён к 1915 году;
- Телеш (Тлеш) — заселён к 1967 году татарами;
- Ток-Чарлы — встречается в труде А. Н. Козловского, на карте 1865—1876 года, с 5 дворами[8] и в 1900 году.

## Состав и население волости на 1892 год
Следующие сведения о составе волости и численности населения содержатся в «…Памятной книжке Таврической губернии на 1892 год». К этому времени началось активное заселение степных районов крымскими немцами, то же произошло с некоторыми деревнями волости. На 1892 год волость включала следующие деревни:
В результате земской реформы 1890-х годов, прошедшей в Евпаторийском уезде позже других, волость была упразднена и разделена на более мелкие.